# Osiedle Urocze (Kraków)
Osiedle Urocze (do roku 1958 Osiedle C-33) – zabytkowe osiedle w Krakowie, jedno z osiedli starszej części Nowej Huty, w dzielnicy XVIII, niestanowiące jednostki pomocniczej niższego rzędu w ramach dzielnicy. Zostało zbudowane w latach 1956–1958.

## Położenie
Osiedle Urocze położone jest w pobliżu centrum Nowej Huty. Otaczają je takie osiedla jak:
- od północy – os. Górali i ul. Żeromskiego
- od zachodu – os. Teatralne i ul. Ludźmierska
- od południa – os. Zgody i ul. Rydza-Śmigłego
- od wschodu – os. Słoneczne i al. Róż

## Wygląd
Na osiedlu jest dziewiętnaście modernistycznych budynków. Ich wysokość nie przekracza sześciu pięter. Zabudowa jest rozproszona, pomiędzy blokami jest wiele wolnej przestrzeni.
Wewnątrz osiedla, wśród budynków znajdują się osiedlowe parki, w tym jeden z nieczynną fontanną. Obok nich położone są wszystkie przedszkola i szkoły. Sklepy i punkty usługowe znajdują się w budynkach na obrzeżu osiedla, 

## Inne obiekty
- os. Urocze 2 – Ośrodek Zdrowia Poradnia Specjalistyczna NZOZ
- os. Urocze 5 – Urząd Pocztowy Kraków 30
- os. Urocze 6 – Samorządowe Przedszkole nr 106
- os. Urocze 9 – Samorządowe Przedszkole nr 109
- os. Urocze 11 – Kościół Boży, Wspólnota Syloe
- os. Urocze 13 – Zespół Szkół Budowlanych „CHEMOBUDOWA-KRAKÓW”
- os. Urocze 14 – Chrześcijańska Szkoła Podstawowa z Oddziałami Integracyjnymi „Emmanuel”
- os. Urocze 15 – Przedszkole Specjalne nr 100

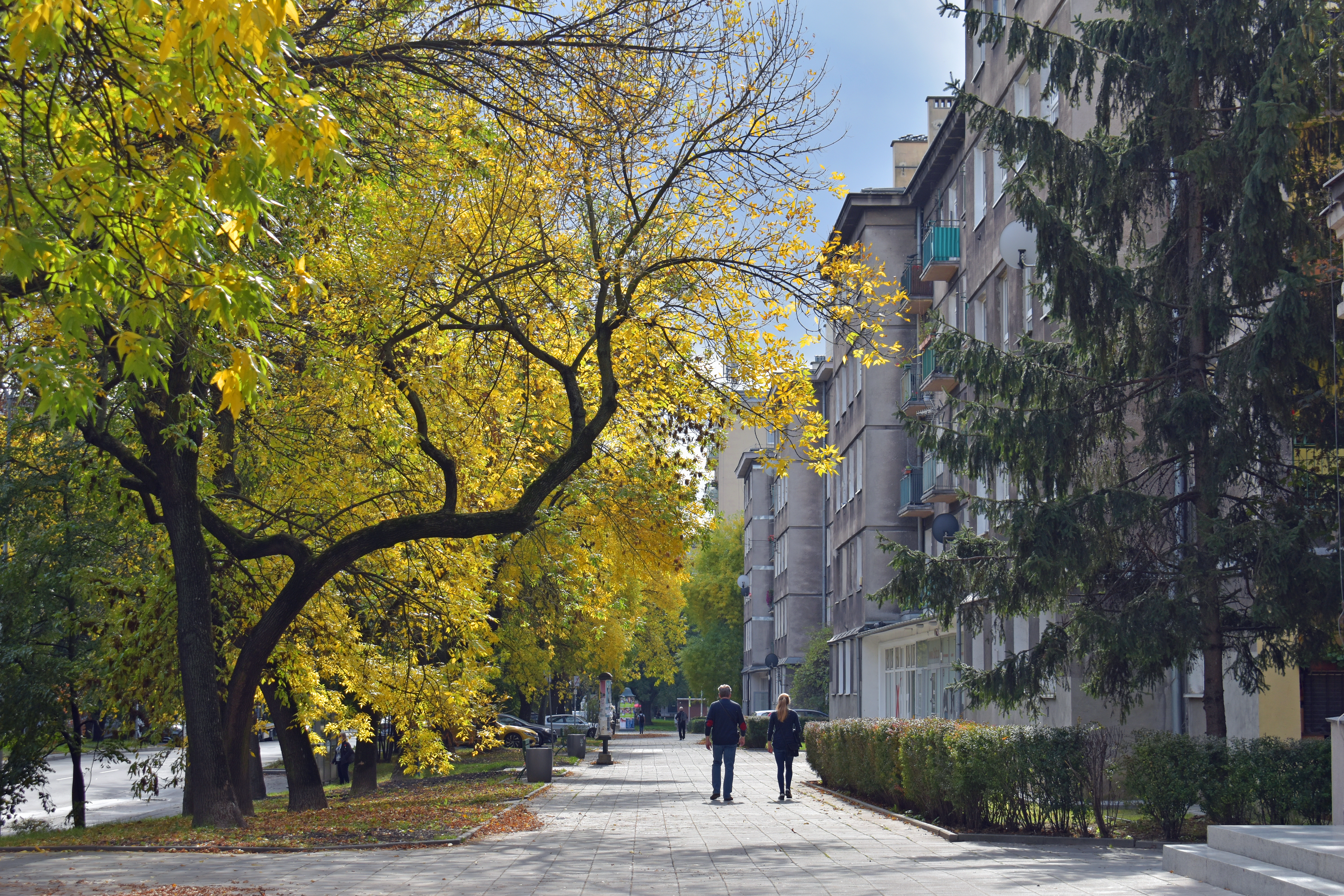
Osiedle od strony Alei Róż (os. Urocze 12).
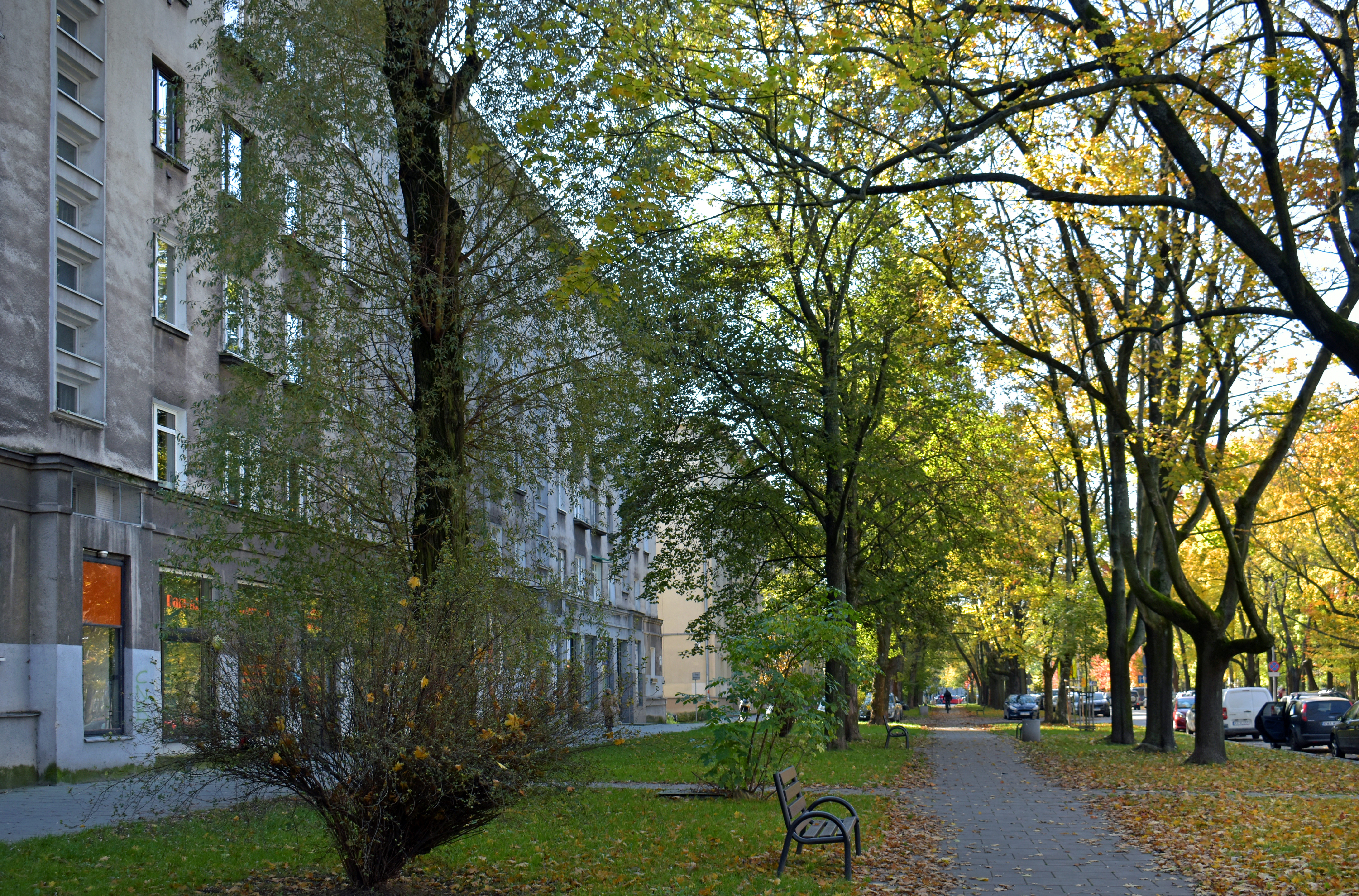
Osiedle od strony zachodniej (os. Urocze 7), od os. Teatralnego i ul. Ludźmierska.
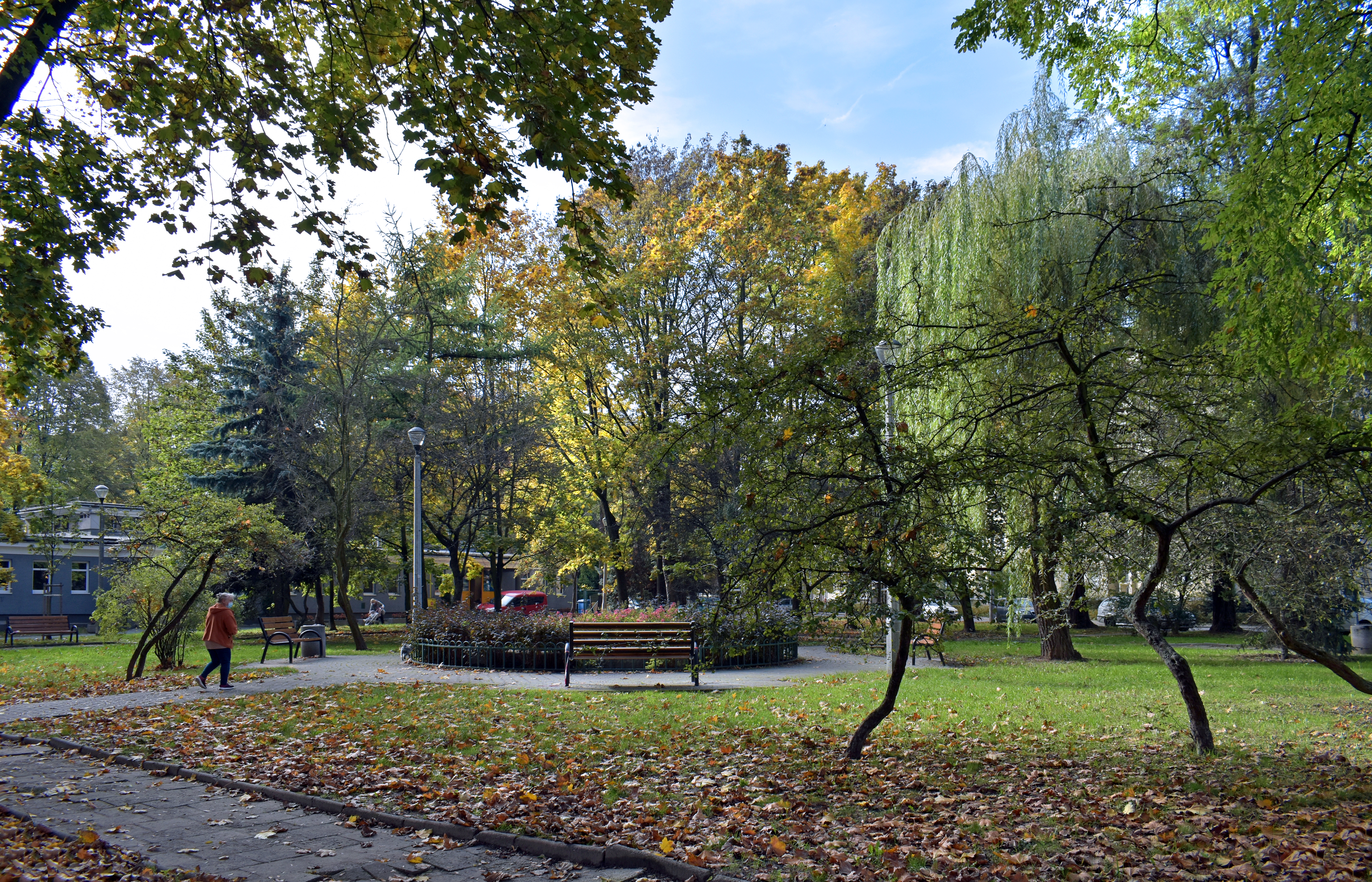
Fontanna w osiedlowym parku, po lewej przedszkole nr 106.
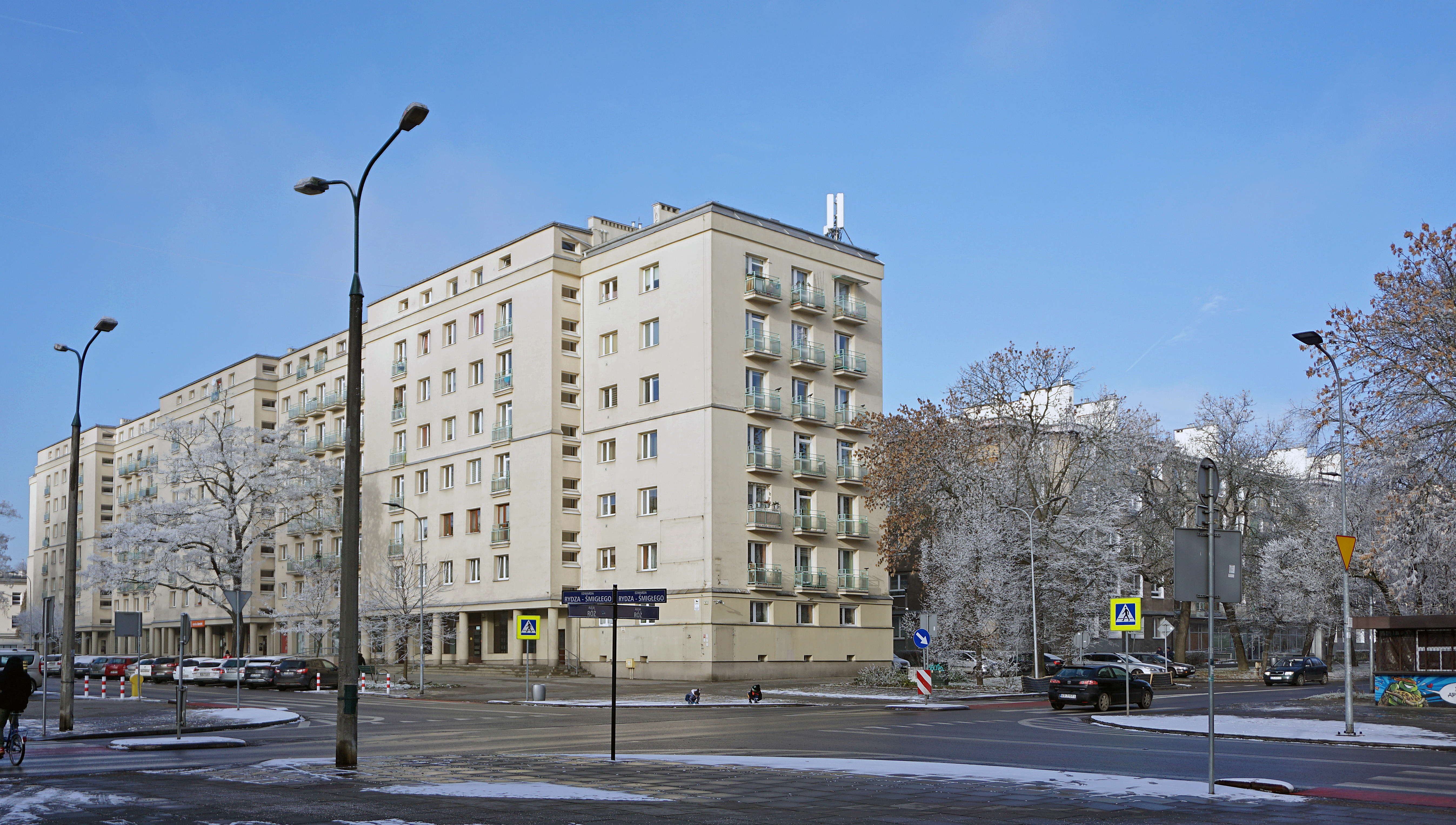
Południowa część osiedla.
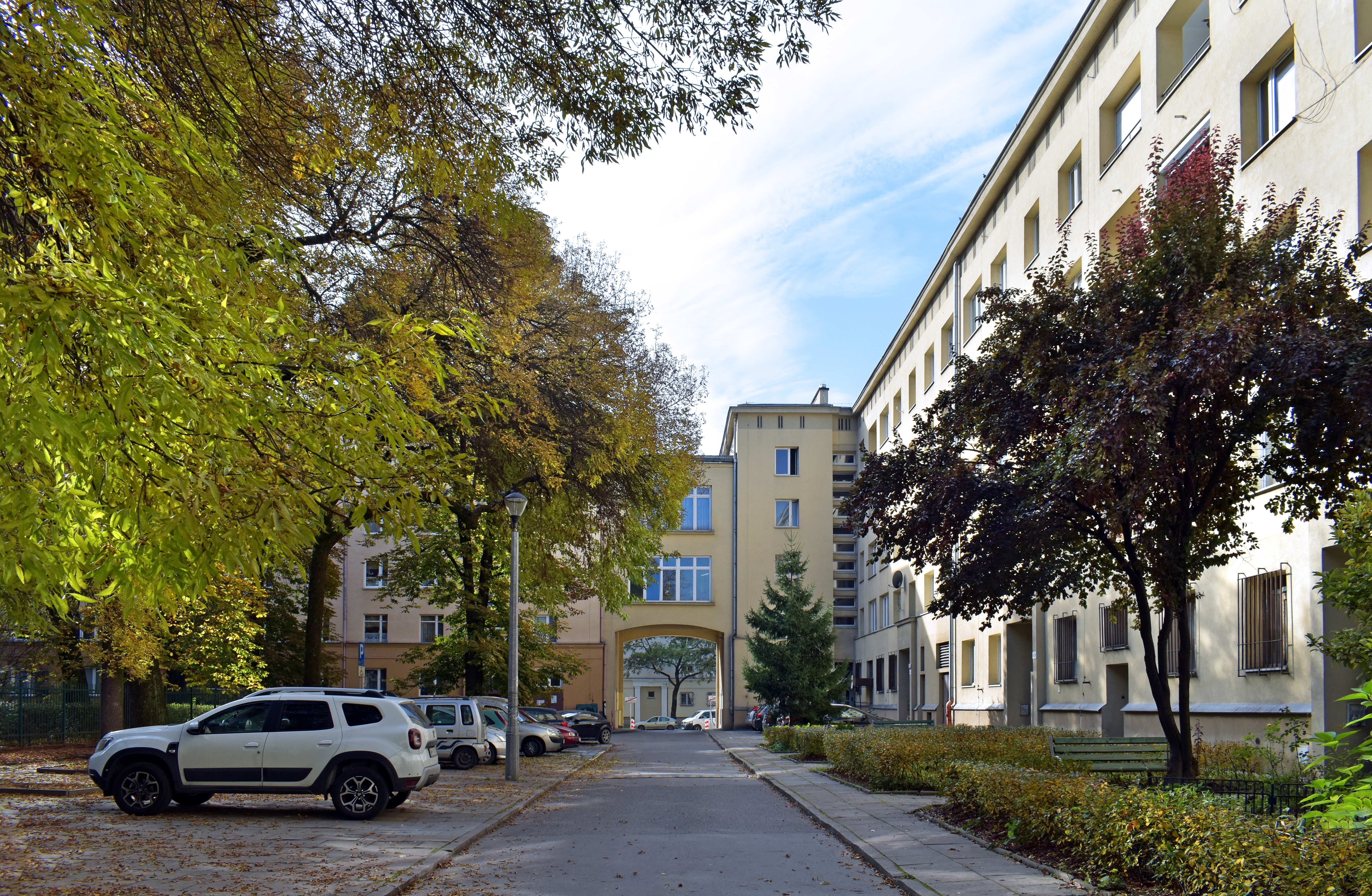
Osiedle wewnątrz, bloki 4 i 5.
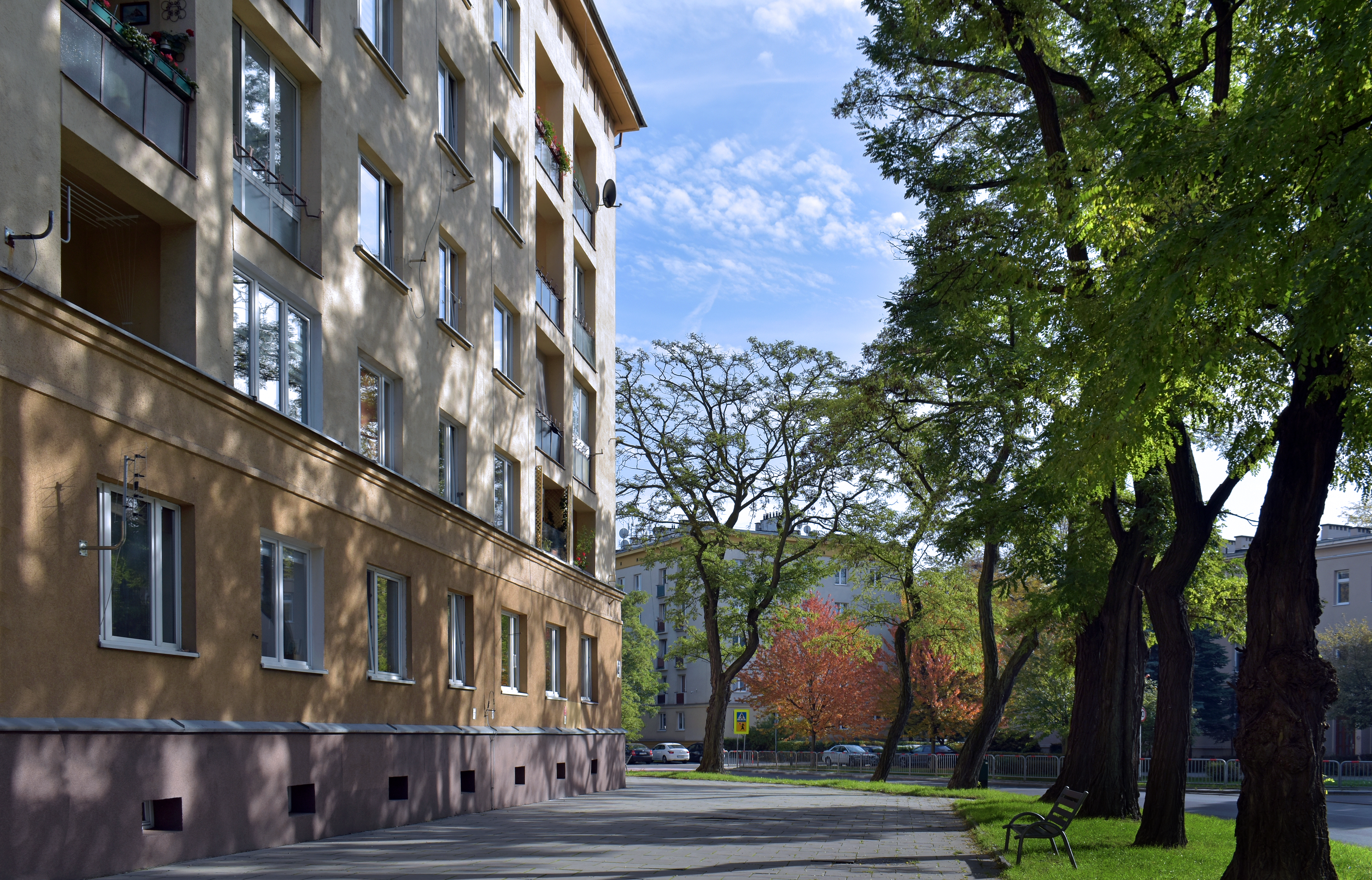
Osiedle od strony os. Zgody.
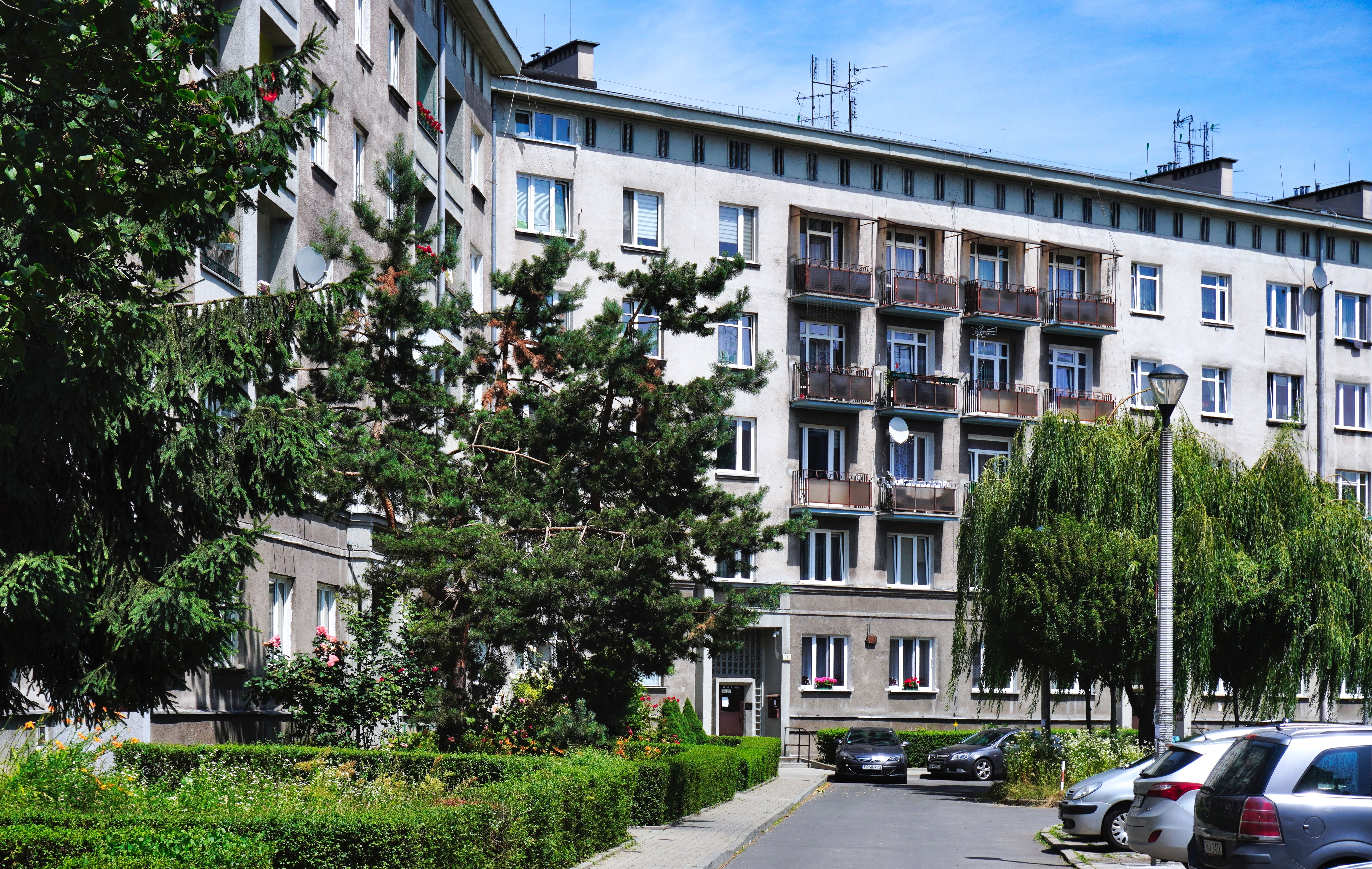
Wnętrze osiedla (os. Urocze 7).
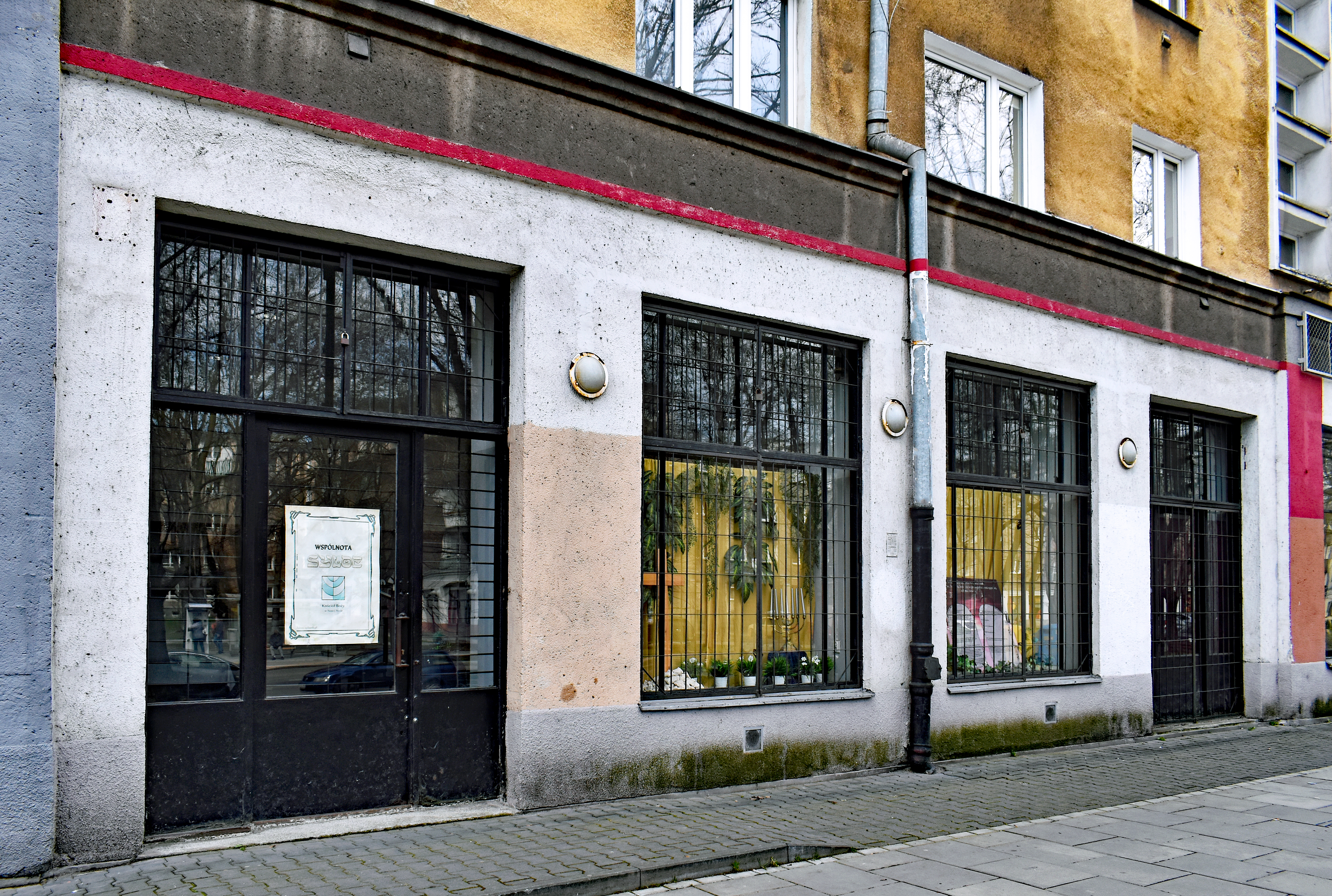
Kościół Boży, Wspólnota Syloe (os. Urocze 11).
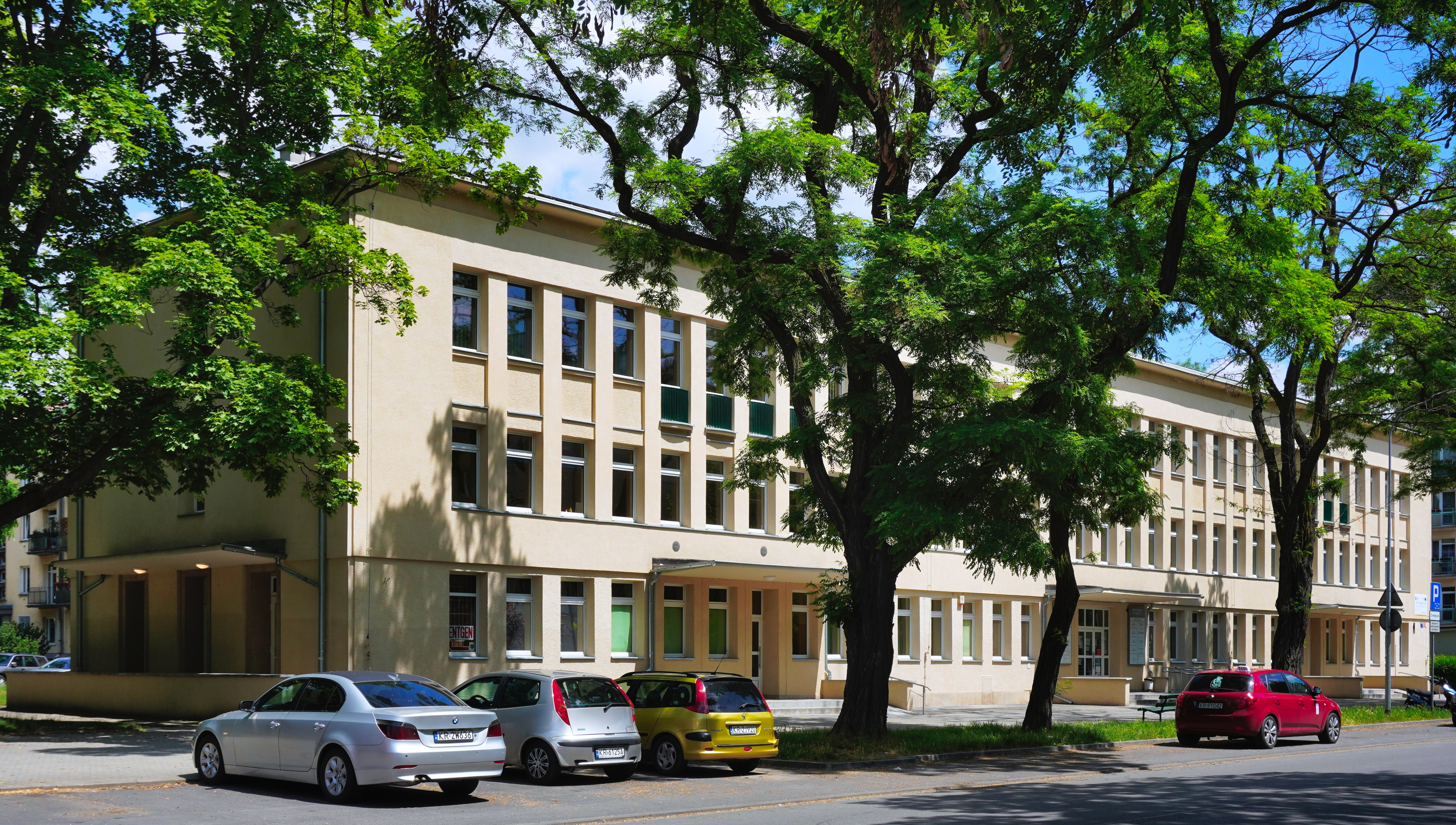
Przychodnia lekarska (os. Urocze 2).
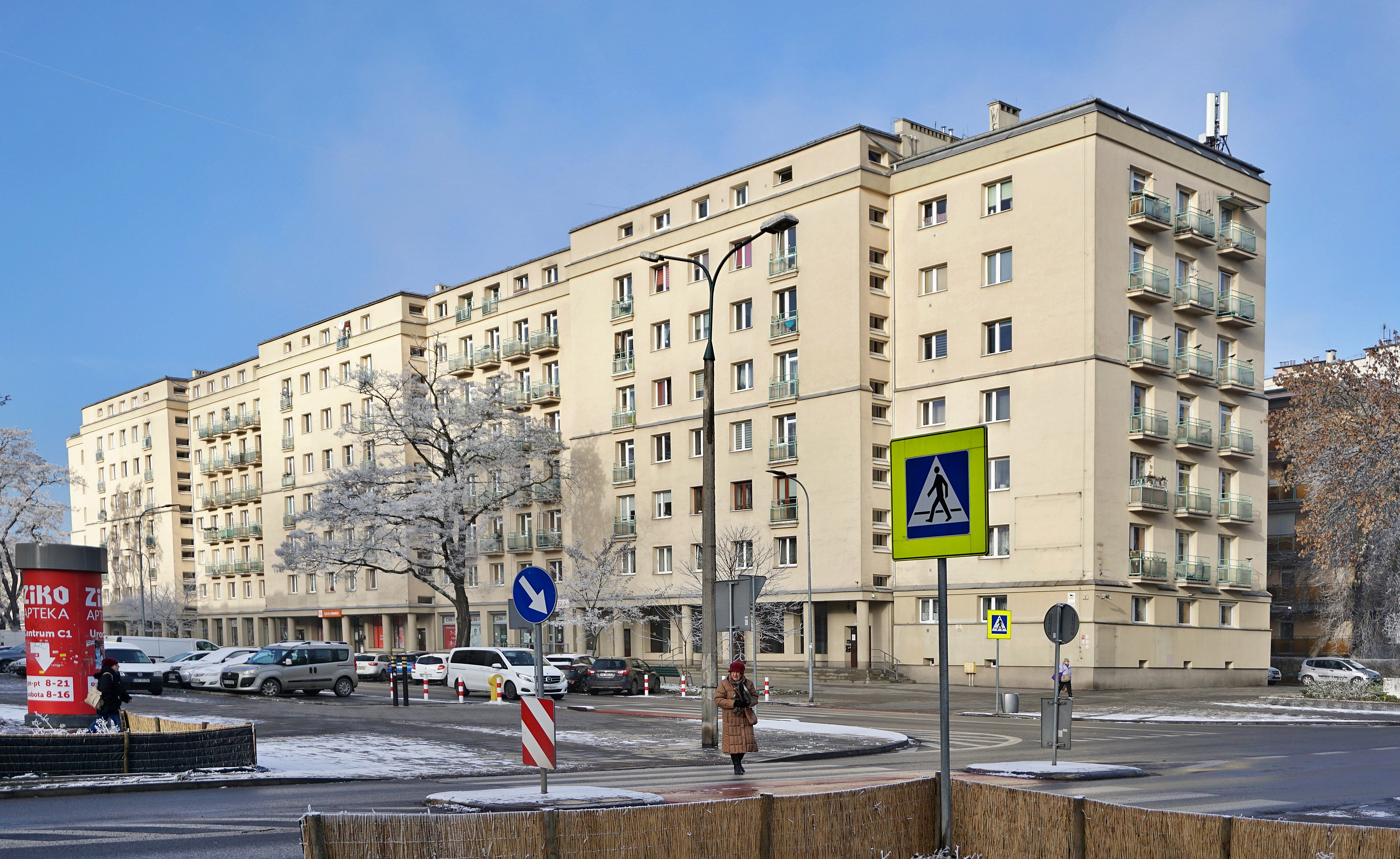
Osiedle Urocze 1, blok mieszkalny.

## Źródła
- Ryszard Dzieszyński, Jan L. Franczyk Encyklopedia Nowej Huty, Wydawnictwo Towarzystwa Słowaków w Polsce 2006, ISBN 83-74-90060-1